# Santos Noronha
Santos Noronha ist ein Politiker aus Osttimor. Er ist Mitglied der Partei Congresso Nacional da Reconstrução Timorense (CNRT).
Bei den Parlamentswahlen 2023 kandidierte Noronha chancenlos auf Platz 49 der CNRT-Liste. Die Partei erhielt nur 31 Sitze. Dafür wurde Noronha am 1. Juli 2023, in der IX. Regierung Osttimors von Premierminister Xanana Gusmão, zum  Staatssekretär für Elektrizität, Wasserversorgung und Abwasserentsorgung vereidigt.